# Київнаукфільм
«Київнаукфільм» (повна назва «Київська кіностудія науково-популярних фільмів») — українська радянська державна кіностудія, яку було засновано 1 січня 1941 року.
Кіностудія «Київнаукфільм» спеціалізувалася на виробництві документально-наукових (з 1941) та анімаційних (з 1959 року) фільмів. У 1990—1992 роках Київнаукфільм перетворився на 2 компанії:
- Укранімафільм — спеціалізується на анімаційних фільмах.
- Національну кінематеку України — спеціалізується на документальних та наукових фільмах.

## Історія
Як самостійна одиниця студія навчально-технічних фільмів "Київучтехфільм" була створена на базі відділу техфільму Київської кінофабрики ВУФКУ в 1941.
Під час 2 світової війни  студію було евакуйовано до Ташкента, де випускалися освітні та агітаційні фільми. Повернулася до Києва в 1944.
У 1954 році назва змінилася на «Київнаукфільм» — скорочена від «Київська кіностудія науково-популярних фільмів».
У 1959 році було створено цех мультиплікації. З 1960 року почав виходити кіножурнал «Новини сільського господарства України» (надалі — «Сільське господарство України»). В 1966 по вулиці Андрія Малишка, 27 (з 1971 - вулиця Кіото) був побудований сучасний комплекс з павільйонами для зйомок і звукового оформлення фільмів, цехами художньої, лялькової та технічної мультиплікації, а також кінолабораторією.
З 1972 року на студії випускалося понад 400 науково-популярних, художньо-мультиплікаційних, техніко-пропагандистських, освітніх та рекламних фільмів, але найбільше студія відома пригодницькими мультиплікаційними комедіями (серіал «Козаки» В. Дахно, «Пригоди капітана Врунгеля» та «Острів скарбів»  Д. Черкаського).
Понад 300 фільмів, створених на студії, було відзначено призами та дипломами на всесоюзних та міжнародних кінофестивалях.
У 1990-х роках, після розпаду СРСР, студія поступово занепала і виробництво фільмів майже припинилося.
Правонаступником «Київської кіностудії науково-популярних фільмів» з 1993 року є «Національна кінематека України», мультиплікаційних фільмів — утворена у 1990 році «Укранімафільм».

## Список робіт
Найвідомішими роботами студії є такі роботи:
- мультфільми: Таємниця чорного короля, Микита Кожум'яка, мультсеріал Козаки, Лікар Айболить, Острів скарбів (фільм, 1988), Пригоди капітана Врунгеля (мультсеріал);
- фільми: На прицілі ваш мозок, Я та інші, Тлумачення сновидінь, Сім кроків за обрій.